# Dick Fosbury
Richard Douglas (Dick) Fosbury (Portland (Oregon), 6 maart 1947 – Salt Lake City (Utah), 12 maart 2023) was een hoogspringer uit de Verenigde Staten, die als eerste een techniek populair maakte waarbij de atleet na een gebogen aanloop ruggelings de lat passeert.

## Biografie

### Fosburyflop
Deze techniek, die nu bekendstaat als de fosburyflop, veroorzaakte een revolutie binnen de hoogspringwereld. Fosbury introduceerde hem wereldwijd in 1968 tijdens de Olympische Spelen in Mexico-Stad, waar hij met een sprong van 2,24 m een olympisch record vestigde en de gouden medaille won.
Fosbury was overigens niet de uitvinder van de nieuwe techniek. Reeds in 1912 gebruikte zijn landgenoot Clinton Larson een vergelijkbare sprongtechniek.

### Oorsprong nieuwe techniek
Fosbury startte als zestienjarige middelbare scholier met zijn experimenten met de nieuwe techniek. Hij vond de gangbare technieken van die tijd te gecompliceerd. In 1964 publiceerde een krant in Medford, Oregon, een foto van een zeventienjarige jongeman, die met 1,91 het schoolrecord verbeterde. Het blad noemde de stijl 'flopping' en vergeleek Fosbury met een dolfijn. Fosbury’s techniek kwam trouwens min of meer toevallig tot stand, doordat hij een keer eerst met zijn schouder over de lat vloog, met zijn benen als laatste. Ook de boog in de aanloop, typerend voor flopspringers, kwam er niet na een wetenschappelijke studie, maar berustte volgens Fosbury strikt op toeval. Volgens Fosbury was de schuine aanloop het gevolg van de schuine wachtrij die hij en zijn medescholieren vormden, voordat ze gingen springen. Een andere vaak gehoorde verklaring voor de schuine aanloop is, dat Fosbury een boom gebruikte tijdens het oefenen van zijn sprong en dat hij op deze manier de boomstam ontweek. Dit bleek echter een mythe te zijn.

### Korte carrière
Als student aan de Oregon State University won Dick Fosbury in 1968 eerst de NCAA-titel, vervolgens de US Olympic trials en ten slotte de olympische titel. Na dit topjaar verloor Dick Fosbury, die nooit wereldrecordhouder werd, al gauw zijn belangstelling voor het springen, vooral omdat hij er geen zin in had om altijd onderweg te zijn. In 1973 deed hij als lid van de profploeg van Mike O'Hara nog eenmaal een poging tot een comeback, maar die had weinig succes.

### Navolging
Het enthousiasme voor de door Fosbury ontwikkelde techniek kreeg, na de aanvankelijke scepsis binnen de hoogspringwereld, ten slotte zo’n vlucht, dat tegenwoordig vrijwel alle hedendaagse hoogspringers zich ervan bedienen. Fosbury zelf vond dit echter maar overdreven, getuige zijn uitspraak: "De techniek maakt maar tien procent van het resultaat uit; beslissend is de sprongkracht."
Na zijn actieve sportcarrière leidde hij een teruggetrokken bestaan en woonde onder andere een tijd in Nederland. Hij haalde in 1972 een ingenieurstitel in civiele techniek en was mede-eigenaar van een ingenieursbedrijf in Ketchum (Idaho).
Fosbury overleed op 12 maart 2023 op 76-jarige leeftijd aan lymfeklierkanker. Zes dagen eerder was hij 76 geworden.

## Titels
- Olympisch kampioen hoogspringen - 1968
- NCAA-kampioen hoogspringen - 1968, 1969
- NCAA-indoorkampioen hoogspringen - 1969

1896: Ellery Clark ·
1900: Irving Baxter ·
1904: Samuel Jones ·
1908: Harry Porter ·
1912: Alma Richards ·
1920: Richmond Landon ·
1924: Harold Osborn ·
1928: Robert Wade King ·
1932: Duncan McNaughton ·
1936: Cornelius Johnson ·
1948: John Winter ·
1952: Walter Davis ·
1956: Charles Dumas ·
1960: Robert Sjavlakadze ·
1964: Valeri Broemel ·
1968: Dick Fosbury ·
1972: Jüri Tarmak ·
1976: Jacek Wszoła ·
1980: Gerd Wessig ·
1984: Dietmar Mögenburg ·
1988: Hennadi Avdjejenko ·
1992: Javier Sotomayor ·
1996: Charles Austin ·
2000: Sergej Kljoegin ·
2004: Stefan Holm ·
2008: Andrej Silnov ·
2012: Erik Kynard ·
2016: Derek Drouin ·
2020: Gianmarco Tamberi & Mutaz Essa Barshim ·
2024: Hamish Kerr
- Gemeinsame Normdatei: 106237441X
- World Athletics: 14351467
- International Standard Name Identifier: 0000 0004 4886 3948
- Library of Congress Control Number: n97115078
- Nationale Bibliotheek van Tsjechië: jo20231180897
- Virtual International Authority File: 18973340
- WorldCat: E39PBJvt87XyfTcPqHY3k9pgKd